# Xi Shi

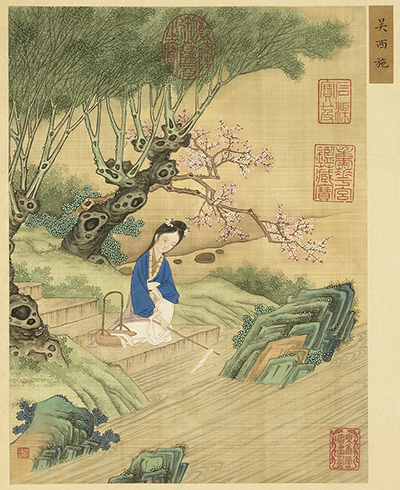
Xi Shi tal como es descrita en el álbum "Reuniendo las Gemas de la Belleza" (畫麗珠萃秀), dinastía Qing

Xi Shi (Hsi Shih; en chino, 西施; pinyin, Xī Shī; Wade-Giles, Hsi1 Shih1, 506 a. C. – ?) fue una de las reconocidas Cuatro Bellezas de la antigua China. Se dice de ella que vivió durante el fin del Período de las Primaveras y Otoños en Zhuji, la capital del antiguo Estado Yue. Su nombre era Shi Yiguang (施夷光).
Se decía de la belleza de Xi Shi que era tan extrema que mientras se inclinaba sobre un balcón para observar los peces en el estanque, los peces quedaban tan deslumbrados que se olvidaban de nadar y salían fuera del agua a la superficie. Esta descripción forma parte de los dos primeros caracteres del idioma chino 沉魚落雁, 閉月羞花 (pinyin, chényú luòyàn, bìyuè xiūhuā), que se utilizan para adular la belleza de alguien.

## Historia de Xi Shi
El Rey Goujian de Yue fue hecho prisionero por el Rey Fuchai de Wu después de una derrota en la guerra, y el Estado Yue se convirtió en un estado tributario del Estado Wu. En secreto para planear una venganza, el ministro de Goujian Wen Zhong sugirió el adiestramiento de mujeres hermosas y ofrecerlas a Fuchai como tributo (sabiendo que Fuchai no podría resistirse a las mujeres hermosas). Su otro ministro, Fan Li, encontró a Xi Shi y Zheng Dan, y se las ofreció a Fuchai en el 490 antes de Cristo.

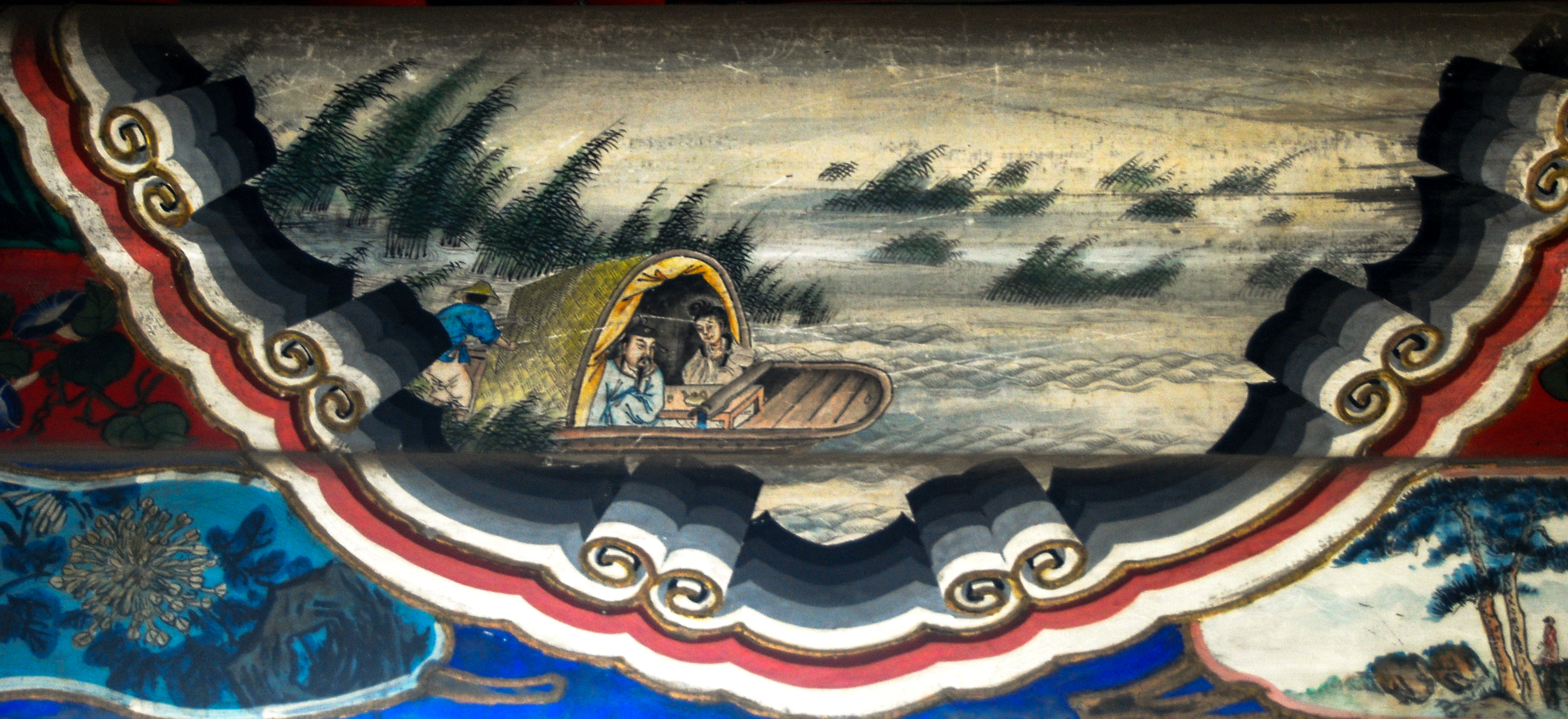
Fan Li y Xi Shi paseando en barca por el lago Tai He.

Hechizado por la belleza y la bondad de Xi Shi y de Zheng Dan, Fuchai se olvidó por completo de sus asuntos de Estado e instigado por ellas, mató a su mejor consejero, el gran general Wu Zixu. Fuchai incluso construyó el "Palacio Guanwa" (Palacio de las Bellas Mujeres) en un parque imperial en la ladera de la Colina Lingyan, a unos 15 km al oeste de Suzhou. La fuerza militar de Wu disminuyó, y en el 473 a. C. Goujian lanzó su ataque y puso el ejército Wu en plena desbandada. El rey Fuchai lamentó el no haber escuchado en su momento los consejos que le diera Wu Zixu, y luego se suicidó.
En la leyenda, después de la caída de Wu, Fan Li se retiró de su cargo ministerial y vivió con Xi Shi en un barco de pesca, itinerantes como inmortales en el desierto brumoso del Lago Taihu, y nadie los vio nunca más. Esto es de acuerdo con Yuan Kang en su Yue Jueshu (越绝书).  Otra versión, de acuerdo con Mozi, es que Xi Shi finalmente murió por ahogamiento en el río. 

## Influencia

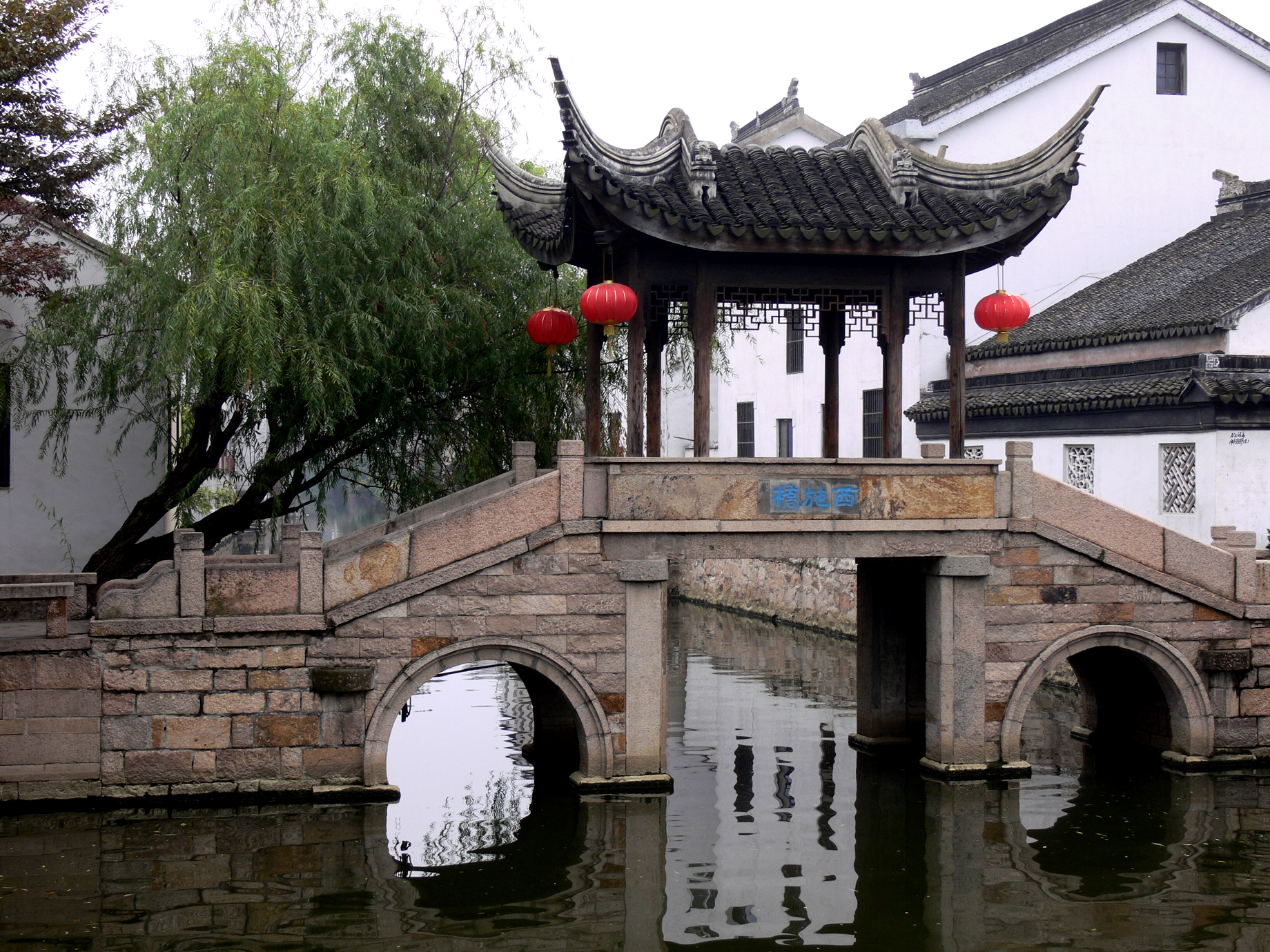
El puente Xi Shi en el pueblo de Mudu, Suzhou

El Templo Xi Shi, que se encuentra al pie de la Colina Zhu Luo (苎萝) en la parte sur de Zhuji, a orillas del río Huansha.
El Lago del Oeste en Hangzhou se dice que es la encarnación de Xi Shi, de ahí que también se le llame Lago Xizi, siendo Xizi otro nombre de Xi Shi, que significa Señora Xi. En su famosa canción de su libro de poesía, Bebidas en el Lago del Oeste a través de brillo del sol y de la lluvia (飲湖上初睛居雨), el renombrado erudito Su Dongpo compara la belleza de Xi Shi con la belleza del Lago del Oeste. Li Bai de la Dinastía Tang también escribió un poema sobre Xi Shi.

### Cultura vietnamita
Los vietnamitas conocen a Xi Shi como Tay Thi, y los antiguos historiadores vietnamitas se apropiaron de la historia de Xi Shi, identificando el Estado Yue y su gente como vietnamitas. Tay Thi es una heroína cultural de los vietnamitas, un ejemplo de mujer fatal vietnamita usando su belleza e influencia sexual para seducir y conquistar a los chinos, que los vietnamitas identifican con el Estado de Wu. En la leyenda vietnamita, el Rey Fuchai de Wu es visto como un invasor chino que ataca el estado vietnamita de Yueh. Tay Thi se representa como una chica vietnamita de Yueh que sacrifica su virginidad para tener relaciones sexuales con el rey chino buscando corromperlo y seducirlo, lo cual permitió a los ejércitos de Yueh derrotar a Wu. El ejército de Yue fue dirigido por el novio vietnamita de Tay Thi, Pham Lai. De acuerdo con versiones diferentes, el Rey Fuchai no se suicida y Tay Thi escapa, nunca casándose de nuevo, o Fuchai es muerto por las fuerzas vietnamitas, y Tay Thi escapa con Pham Lai.

## Otras referencias
Hay otra figura muy conocida de origen desconocido, probablemente ficticia y paródica, de nombre Dong Shi (東施). El "Dong" en su nombre significa "Este" contrastando con el "Xi" de Xi Shi, que significa "Oeste". Aparte de su nombre, se decía que era exactamente lo contrario que Xi Shi, es decir, muy fea. Esto a su vez ha creado el dicho "Dong Shi imita un fruncido de nariz" pues (东施效颦) Xi Shi, sendo una niña enfermiza, a menudo le dolía el pecho; se decía que su belleza era más maravillosa cuando hacía una mueca debido al dolor, ya que todos los historiadores chinos eran varones e interpretaban la mirada de dolor femenina como una reminiscencia del cenit o pico de la conquista sexual masculina sobre el supuesto sexo débil, mientras que Dongshi, siendo fea y por tanto no invitando a ningún pretendiente, ponía énfasis en su propia fealdad mientras imitaba la mirada de fragilidad sexual y sufrimiento de Xishi. El dicho ha adquirido el significado de que el vano intento de imitar a otro solo sirve para enfatizar las debilidades propias.
También existe un trabalenguas que funciona mejor en referencias mandarinas, sobre XiShi: 西施死時四十四，四十四時西施死。(XīShī sǐ shí sì shí sì, sì shí sì shí XīShī sǐ.), Significa "Xishi murió a (la edad de) cuarenta y cuatro, a (la edad) de cuarenta y cuatro murió Xishi".